# Tunel Pitve-Zavala
Tunel Pitve-Zavala, na otoku Hvaru, povezuje mjesto Pitve u središtu otoka sa Zavalom i još nekoliko naselja na južnoj strani otoka (Ivan Dolac, Jagodna, Sveta Nedjelja).
Tunel je dugačak 1400 metara i nema rasvjete, a širok je dovoljno tek za jednosmjerni promet, pa se smjer prometovanja regulira semaforima na ulazima. Cesta kroz tunel je asfaltirana.
Najveća dozvoljena visina vozila za prolaz kroz tunel je 2,20 m.
Postoje samo dvije alternative ovom tunelu za dolazak do navedenih naselja u južnom dijelu otoka.
Prva alternativa je obilazni makadamski put koji počinje ispred sjevernog ulaza u tunel, penje se preko planinskog prevoja iznad tunela, te se spušta do blizu ispod južnog ulaza u tunel. U 2022.g. je sjeverni dio tog puta bio u vrlo dobrom stanju i sitne granulacije podloge tj. pogodan za normalnu vožnju malim putničkim vozilima, dok je južni dio tog puta u lošijem stanju (grublja i neravnija podloga) i stoga zahtjeva dosta sporiju i pažljiviju vožnju. Više pogodno za terenska vozila.
Druga alternativa je nedavno izgrađena makadamska cesta koja spaja Svetu Nedjelju s uvalom Dubovica. Cesta je relativno široka i u vrlo dobrom stanju, samo grube podloge. Tom makadamskom cestom je još uvijek u 2022.g. prometnim znakom zabranjen promet osim službenim servisnim vozilima.

## Vanjske poveznice
|  | Zajednički poslužitelj ima još gradiva o temi Tunel Pitve-Zavala |

1. ↑  MrxOnurb. 16. prosinca 2016. Tunel Pitve Zavala Otok Hvar Hrvatska Croatia Island Claustrofobic Tunnel FHD. Pristupljeno 28. travnja 2025.